# Румунска православна црква Светог Георгија у Уздину
Румунска православна црква Светог Георгија у Уздину, насељеном месту у општини Ковачица, подигнута 1801. године, под заштитом је државе као споменик културе од изузетног значаја. Црква има одлике барока и класицизма.

## Архитектура
Црква је посвећена Светом Георгију, спада у највеће и најраскошније храмове Румунске православне цркве у Војводини, у духу барока почетком 19. века. Изграђена је као једнобродна грађевина издужене правоугаоне основе са полукружном олтарском апсидом на истоку и звоником на западној страни, декорисана је класицистичком архитектонском пластиком на фасадама. Храм је страдао у пожару 1850. године, када је изгорео торањ и дрвена кровна конструкција, па је 1883. године обновљен торањ, а годину касније и целокупан кров храма.
Иконостас са 72 иконе углавном мањег формата, осликао је од 1833 до 1836. године Константин Данил. Неуобичајени распоред икона као и избор тема указују на утицаје иконописачке традиције 18. века. Смирене колористичке вредности пастелних боја подређене су цртежу и несвојствене сликарском маниру и раскошној палети Константина Данила. Укључујући иконе на Богородичином и архијерејском трону, уздински храм постаје највећа галерија Данилових црквених слика. Зидне слике на сводовима цркве је извео Јован Зејку и Филип Матеј 1907. и 1908. године.